# 双稳

标有「1」和「3」的球处于两种稳定位置

处于双稳的系统有两个平衡状态。在物理学中，对于全体粒子，双稳态源自于它的自由能有三个临界点。其中两个为最小值而最后一个为最大值。通过数学论证，最大值一定处于两个最小值之间。默认情况下，系统的态将处于最小值态两者之一，因为这样对应于系统的最低能量。最大值可以被看作壁垒。
最低自由能态之间的跃迁，需要某些形式的激发能来穿透壁垒（对照化学里的活化能和阿伦尼乌斯方程）。当穿越壁垒之后，系统将再一次静止到下一个最低能态。需要的时间称作弛豫时间（哪一个态将成为新态可能会有不确定性，但是通常情况下是被很好地定义了的）。
光学双稳是一些光学器件的属性， 它们往往可能有两个谐振传输态，依赖于输入的情况。

## 在生物和化学系统中
双稳态是理解细胞内某些现象作用的关键，比如细胞周期过程中的决策、细胞分化和细胞凋亡。它也和某些事件，在早期的细胞内动态平衡的丧失相关，比如癌症的发生、阮病毒疾病甚至新物种形成（成种作用）。
双稳态的产生和具有超敏性的正反馈回路（positive feedback loop）相关。正反馈回路，简单地举例来说，X激活Y，同样Y能激活X，从本质上来说，是将输出信号和输入信号联系在了一起。对于细胞内的信号转导来说，这种调控形式很重要，因为它能够产生“全或无”的开关效应。研究也表明了，非常多的生物系统，比如爪蟾卵的成熟、哺乳动物钙信号的转导和出芽酵母的极性都与（快速或者慢速）正反馈回路相关（在不同的时间点会有多个正反馈回路出现）。如果一个系统同时拥有这两类正反馈回路，这样可以（a）增加调节：两种开关有着独立的可变的激活或者失活时间；（b）将反馈回路和多重时间尺度联系起来可以过滤噪声。
双稳态可以被修饰地更加具有稳健性，即使体系中反应物的浓度发生很大的改变，其仍能维持着“开关”这种特性。一个细胞生物学上的例子，被激活的CDK1（Cyclin Dependent Kinase 1，细胞周期蛋白依赖的激酶1）能够激活它的激活子Cdc25，同时CDK1也会灭活它的抑制子Wee1，这样能够使细胞进入有丝分裂（mitosis）。如果没有这种双重反馈，尽管系统仍能够具有双稳性，但是不能够承受体系中反应物浓度的有较大的波动。
双稳态在果蝇胚胎发育阶段中被描述过，比如头尾轴和腹背轴的形成，以及眼睛的发育。
在生物系统中，和双稳态有关的一个典型的例子是Sonic hedgehog （Shh），一种分泌的信号分子，对发育非常重要。Shh信号网络表现为一个双稳态的开关一样，其浓度能够引起细胞状态的转变。Shh可以激活gli1 和 gli2的转录，它们各自的基因产物也能够作为转录激活物去促进自身和Shh信号通路下游基因的表达。同时，Shh信号通路也包含一个负反馈回路，即Gli转录因子能够激活阻遏子Ptc的转录活性。因此，Shh信号通路中同时存在的正负反馈回路能够产生双稳态开关。
在生物和化学系统中，只要满足三个条件，就能够产生双稳态现象：正反馈、过滤小刺激信号的机制和防止无约束增长的机制。双稳态化学系统被广泛地用于研究非平衡热动力学、随机共振和气候变化等等。在双稳态空间扩展系统中，局部相关性的发生和旅行波的传播曾被分析过。
双稳态通常可以通过滞后作用(hysteresis)来实现。从种群水平，如果将每一个个体加以考虑，在分布上就会出现双稳态现象。

## 外部連結
- optical-bistability（页面存档备份，存于）

1. ↑  Ghaffarizadeh, Ahmadreza; Flann, Nicholas S.; Podgorski, Gregory J. . BMC bioinformatics. 2014,. 15 Suppl 7: S7  [2019-01-10]. ISSN 1471-2105. PMC 4110729 . PMID 25078021. doi:10.1186/1471-2105-15-S7-S7. （原始内容存档于2019-01-10）.
2. 1 2 3  Wilhelm, Thomas. . BMC systems biology. 2009-09-08, 3: 90  [2019-01-10]. ISSN 1752-0509. PMC 2749052 . PMID 19737387. doi:10.1186/1752-0509-3-90. （原始内容存档于2019-01-10）.
3. 1 2 3  Brandman, Onn; Ferrell, James E.; Li, Rong; Meyer, Tobias. . Science (New York, N.Y.). 2005-10-21, 310 (5747): 496–498  [2019-01-10]. ISSN 1095-9203. PMC 3175767 . PMID 16239477. doi:10.1126/science.1113834. （原始内容存档于2019-01-10）.
4. ↑  Ferrell, J. E.; Machleder, E. M. . Science (New York, N.Y.). 1998-05-08, 280 (5365): 895–898  [2019-01-10]. ISSN 0036-8075. PMID 9572732. （原始内容存档于2019-01-10）.
5. ↑  Ferrell, James E. . Current biology: CB. 2008-03-25, 18 (6): R244–245  [2019-01-10]. ISSN 0960-9822. PMC 2832910 . PMID 18364225. doi:10.1016/j.cub.2008.02.035. （原始内容存档于2019-01-10）.
6. ↑  Spirov, Alexander V.; Bisch, Paulo M.; Holloway, David M.; Vieira, Fernando M. C.; Lopes, Francisco J. P. . PLOS Computational Biology. 2008-09-26, 4 (9): e1000184  [2020-10-03]. ISSN 1553-7358. PMC 2527687 . PMID 18818726. doi:10.1371/journal.pcbi.1000184. （原始内容存档于2020-07-26） （英语）.
7. ↑  Ferguson, Edwin L.; Wang, Yu-Chiun. . Nature. 2005-03, 434 (7030): 229–234  [2019-01-10]. ISSN 1476-4687. doi:10.1038/nature03318. （原始内容存档于2022-01-21） （英语）.
8. ↑  Umulis, David M.; Serpe, Mihaela; O'Connor, Michael B.; Othmer, Hans G. . Proceedings of the National Academy of Sciences of the United States of America. 2006-08-01, 103 (31): 11613–11618  [2019-01-10]. ISSN 0027-8424. PMC 1544218 . PMID 16864795. doi:10.1073/pnas.0510398103. （原始内容存档于2019-01-10）.
9. ↑  Graham, Thomas G. W.; Tabei, S. M. Ali; Dinner, Aaron R.; Rebay, Ilaria. . Development (Cambridge, England). 2010-7, 137 (14): 2265–2278  [2019-01-10]. ISSN 1477-9129. PMC 2889600 . PMID 20570936. doi:10.1242/dev.044826. （原始内容存档于2019-01-10）.
10. ↑  Lai, Karen; Robertson, Matthew J.; Schaffer, David V. . Biophysical Journal. 2004-5, 86 (5): 2748–2757  [2019-01-10]. ISSN 0006-3495. PMC 1304145 . PMID 15111393. doi:10.1016/S0006-3495(04)74328-3. （原始内容存档于2019-01-10）.
11. ↑  Elf, J.; Ehrenberg, M. . Systems Biology. 2004-12, 1 (2): 230–236  [2019-01-10]. ISSN 1741-2471. PMID 17051695. （原始内容存档于2019-01-10）.
12. ↑  Kochanczyk, Marek; Jaruszewicz, Joanna; Lipniacki, Tomasz. . Journal of the Royal Society, Interface. 2013-07-06, 10 (84): 20130151  [2019-01-10]. ISSN 1742-5662. PMC 3673150 . PMID 23635492. doi:10.1098/rsif.2013.0151. （原始内容存档于2019-01-10）.